# سلسلة ثينك باد بي
سلسلة ثينك باد بي (بالإنجليزية: ThinkPad P)‏ تم إنتاج السلسلة بواسطة شركة لينوفو وتم تقديمها من قبل الشركة كخليفة لسلسلة ثينك باد دبليو (بالإنجليزية:  ThinkPad W)‏ السابقة. تأتي هذه السلسلة بشاشة مقاس 15.6 بوصة و 17.3 بوصة، تسعى ليينوفو من خلال هذا السلسلة إلى إنتاج أجهزة عالية الأداء ولكن بصفة محمولة وهي ما تسمى محطات العمل المتنقلة، لابتوبات سلسلة ثينك باد P يمكن لها التكامل والعمل مع معالجات انتل رباعية النواة أو سداسية النواة أو ثمانية النواة  وكذلك ذاكرة ECC (فقط مع معالجات زيون المعالجات) ومنفصلة وحدة معالجة الرسومات إنفيديا إنفيديا كوادرو. حصلت سلسلة ثينك باد بي على شهادة (ISV) والتي تعني إمكانية تشغيل برامج ثقيلة مثل أدوبي وأوتودسك والعديد من برامج.CAD.